# Missècle
Missècle település Franciaországban, Tarn megyében. Lakosainak száma 98 fő (2022. január 1.). Missècle Cabanès, Damiatte, Graulhet és Moulayrès községekkel határos.

## Népesség
A település népességének változása:
| Lakosok száma | 92   | 93   | 96   | 97   | 97   | 98   | 99   | 99   | 98   |
|               | 2013 | 2015 | 2016 | 2017 | 2018 | 2019 | 2020 | 2021 | 2022 |